# هانز كورنيليز
هانز كورنيليز (13 يناير 1982 في بلجيكا - ) هو لاعب كرة قدم بلجيكي في مركز الدفاع. شارك مع منتخب بلجيكا تحت 17 سنة لكرة القدم ومنتخب بلجيكا تحت 18 سنة لكرة القدم ومنتخب بلجيكا تحت 19 سنة لكرة القدم ومنتخب بلجيكا تحت 21 سنة لكرة القدم. أما مع النوادي، فقد لعب مع سيركل بروج ونادي جينك ونادي كلوب بروج وK.M.S.K. Deinze ‏.

## وصلات خارجية
- هانز كورنيليز على موقع الاتحاد الأوربي (الإنجليزية)
- هانز كورنيليز على موقع الاتحاد البلجيكي (الإنجليزية)
- هانز كورنيليز على موقع قاعدة بيانات كرة القدم.إي يو (الإنجليزية)
- هانز كورنيليز على موقع Soccerway.com (الإنجليزية)
- هانز كورنيليز على موقع عالم كرة القدم.نت (الإنجليزية)